# Yauco
Yauco è una città di Porto Rico situata sulla costa sud-occidentale dell'isola. L'area comunale confina a nord con Maricao, Lares e Adjuntas, a est con Guayanilla e a ovest con Guánica e Sabana Grande. È bagnata a sud dalle acque del Mar dei Caraibi. Il comune, che fu fondato nel 1756, oggi conta una popolazione di quasi 50 000 abitanti ed è suddiviso in 21 circoscrizioni (barrios).